# 線香花火 (トミタ栞の曲)
「線香花火」（せんこうはなび）は、2013年8月28日に発売されたトミタ栞のシングルである。

## 背景とリリース
トミタ栞のメジャーデビューアルバムに続くファーストシングルである。
通常盤と初回限定版があり、後者はデジパック仕様で、「線香花火」のミュージックビデオとドキュメントムービー、メイキング映像が収録されたDVDがセットされている。

## 発売記念イベント
ミニライブの他、指定場所にて本作品を購入した人を対象にポストカードお渡し会を実施した。
- 8月29日（木）SHIBUYA TSUTAYA（東京都）
- 9月1日（日）海老名ビナウォーク／ラゾーナ川崎プラザ（神奈川県）
- 9月13日（金）タワーレコード渋谷店（東京都）
- 9月16日（月）アスナル金山（愛知県）（悪天候のため中止）／阪急西宮ガーデンズ（兵庫県）

## メディアでの使用
線香花火
tvk「sakusaku」2013年8月エンディング曲
日本テレビ「PON!」2013年8月エンディング曲

## シングル収録トラック
| 全編曲: 秋月航。 |                             |           |           |       |
| #                | タイトル                    | 作詞      | 作曲      | 時間  |
| 1.               | 「線香花火」                | 若田部誠  | 若田部誠  | 4:16  |
| 2.               | 「スキスキップ」            | トミタ栞  | 紗希      | 3:58  |
| 3.               | 「線香花火 (Instrumental)」 |           | 若田部誠  | 4:15  |
| 合計時間:        | 合計時間:                   | 合計時間: | 合計時間: | 12:30 |